# Spy Kids 3-D: Game Over
Spy Kids 3-D: Game Over je pokračováním filmů Spy Kids: Špióni v akci a Spy Kids 2: Ostrov Ztracených snů.
Tentokrát nezastupuje hlavní roli Carmen ale její bratr Juni.

## Příběh
Mladý Juni pracuje ve vlastní detektivní kanceláři, aby si mohl vydělat na novou on-line hru Game Over, kterou vytvořil Hračkář (Sylvester Stallone). Nedbá na volání OSS o pomoc, neboť byl jejich nejlepší agent. Brzy mu ale zavolá prezident USA (George Clooney) a řekne mu, že jeho sestra Carmen zmizela. Juni přijímá úkol infiltrovat se do virtuálního světa hry a zničit jí do dvanácti hodin. Musí projít pěti levely a vybrat si posilu. Vybírá si svého dědu, který měl s Hračkářem spory a chce se pomstít to, ale Juny neví. Cestou k zničení potkává nové lidi: Reze, Arnolda a Francise, kteří si myslí, že je superhráč. Juni nachází v aréně Demetru nádhernou dívku, která se pro něj v levelu 3 obětuje. Ve 4. levelu potkává Carmen a spolu jdou dál. Mezitím OSS zjišťuje zbytek pravdy o Hračkáři, a proto se snaží děti zničit a evakuovat je ze hry i když tím odsoudí svět k záhubě. Juni se přes překážky OSS dostává do 5. levelu a utíká ze hry. Ta je zničena, ale Hračkář utekl a uvedl svět do 3D bitvy. I přes zavolání všech agentů si to musí děda s hračkářem vyřídit sám.

## Postavy
- Juni Rocket Racer Rebel Cortez - Daryl Sabara
- Carmen Elizabeth Chuanita Echo Skye Brava Cortézová - Alexa Vega
- Ingrid Cortézová - Carla Guginová
- Gregorio Cortéz - Antonio Banderas
- Děda - Ricardo Montalbán
- Hračkář - Sylvester Stallone
- Donnagon - Mike Judge
- paní Gigglesová - Salma Hayeková
- Gerti - Emily Osmentová
- Gary - Matt O´Learly
- Babička - Holland Taylorová
- Demetra - Courtney Jinesová
- Francis - Bobby Edner
- Arnold - Ryan Pinkston
- Rez - Robert Vito
- Devlin - George Clooney
- Machete - Danny Trejo
- Dívka z vodního parku - Selena Gomezová